# Клермон-Тоннер, Гаспар де
Герцог Гаспар де Клермон-Тоннер (фр. Gaspard de Clermont-Tonnerre; 10 августа 1688 — 26 июля 1781, Париж) — французский военачальник, маршал Франции.

## Биография
Сын Шарля-Анри де Клермон-Тоннера, маркиза де Крюзи и Вовиллер, и Элизабет Массоль де Колонь.
Маркиз, затем герцог де Клермон-Тоннер.
Корнет кавалерийского полка Шатле (8.01.1703). Участвовал во взятии Келя (9.03) и Первом Гохштедтском сражении.
5 марта 1704, после смерти брата, стал капитаном в том же полку, участвовал во Втором Гохштедтском сражении.
Принимал участие в форсировании Висамбурских линий 3 июля 1705 и взятии острова Маркизат 20 июля 1706. В 1707 году служил во Фландрской армии, не проводившей активных операций.
В 1708—1711 годах в той же армии. Участвовал в битве при Ауденарде, 30 апреля 1709 стал кампмейстером кавалерийского полка своего имени, сражался в битве при Мальплаке. В следующем году армия бездействовала, в 1711 году участвовал в атаке крепости Арлё, взятой 23 июля.
В 1712 году сражался в битве при Денене, участвовал во взятии Дуэ (8.09), Ле-Кенуа (4.20), Бушена (19.10).
10 апреля 1713 его полк был расформирован, он сохранил кампмейстерскую роту, которая была включена в полк Обюссона. В том году участвовал во взятии Шарлеруа, Вормса, Кайзерслаутерна, осаде Ландау, взятого 20 августа, победе над генералом Вобонном, укрепления которого были взяты 20 сентября, осаде Фрайбурга, покинутого гарнизоном 1 ноября (цитадель сдалась 16-го).
1 января 1716 произведен в бригадиры, 5 февраля назначен генеральным комиссаром кавалерии. 1 января 1720 стал командором ордена Святого Людовика, 3 июня 1724 был пожалован в рыцари орденов короля.
22 декабря 1731 произведен в лагерные маршалы.
15 сентября 1731 направлен в Рейнскую армию, участвовал в осаде Келя, капитулировавшего 28 октября.
С 1 апреля 1734 в той же армии, участвовал в форсировании Этлингенских линий 4 мая. 1 июня назначен губернатором Мон-Дофена. Участвовал в осаде Филиппсбурга, сдавшегося 18 июля. 1 августа произведен в генерал-лейтенанты. 1 мая 1735 снова направлен в Рейнскую армию.
16 марта 1736 назначен генерал-кампмейстером кавалерии. 26 января стал губернатором Беффора вместо Мон-Дофена.
20 июля 1741 направлен в Богемскую армию, в следующем году служил там же, 9 марта участвовал в снабжении припасами Фрауэнберга, блокированного противником. 24 мая пленил гарнизон Водняна. В битве при Сахаи 25-го кавалерия, которой он командовал, опаздывала из-за неудобства местности, по которой совершался переход, но Клермон заставил бригаду генерал-полковника, которая формировала арьергард, форсировать марш, и прибыл вовремя, чтобы поддержать пехоту. 27-го со своей кавалерией перешел Мольдау на виду у противника.
С 1 апреля 1744 в Рейнской армии. Карл Лотарингский пытался проникнуть в Эльзас, внезапно перейдя Рейн, и занял Лаутерские линии. Маркиз де Клермон 5 июля атаковал центр австрийской позиции в Висамбуре, затем со своей Шампанской бригадой выступил на усиление частей, предназначенных для штурма линий Зуффельсхайма, прорванных с его прибытием 23 августа.
При осаде Фрайбурга овладел левым равелином; город сдался 6 ноября.
1 мая 1745 направлен во Фландрскую армию, командовал левым флангом в битве при Фонтенуа. Собрав пехотные части, он двинулся к центру вражеского расположения, и сдерживал противника, выдержав его огонь до последнего залпа.
Был при взятии Турне, капитулировавшего 23 мая (цитадель 20 июня), Брюсселя (20.02.1746) и участвовал в битве при Року (фр.).
1 мая 1747 снова во Фландрской армии. 2 июля участвовал в битве при Лауфельде, внеся принципиальный вклад в достижение победы в этом кровопролитном сражении. Во главе 32 эскадронов под огнем 40 вражеских орудий он четыре часа поддерживал пехоту, атаковавшую деревню, где закрепился противник, а после ее взятия ударил по неприятельской кавалерии, разбил ее, преследовал, взял много пленных и два орудия.
17 сентября в лагере у Амаля в Брабанте произведен в маршалы Франции. Зарегистрирован в Коннетаблии 14 сентября 1748. В том же году отказался от должности генерал-кампмейстера кавалерии.
Был наследственным великим магистром домов дофина и дофины, первым бароном и первым комиссаром Штатов Дофине, из которого происходил его род, и генеральным наместником в этой провинции. Также был первым камергером короля Польского, герцога Лотарингии и Бара.
После смерти Людовика XV был дуайеном маршалов Франции и в этом качестве исполнял обязанности коннетабля на коронации Людовика XVI 11 июня 1775, держа меч Карла Великого Жуайёз.
В награду за военные заслуги маршала жалованной грамотой, данной в июне 1775 в Версале, барония Клермон (сеньория Вовиллер во Франш-Конте) была возведена в ранг герцогства-пэрии Клермон-Тоннер. Пожалование было зарегистрировано Парламентом 5 июля.

## Семья
1-я жена (19.04.1714): Антуанетта Потье де Новьон (1685—27.08.1754), дочь Жюля-Анна-Луи-Никола Потье де Новьона, сеньора де Виллера и Гриньона, называемого маркизом де Новьоном, генерал-майора Баварской армии, и Антуанетты Леконт де Монтоглан
Дети:
- герцог Жюль-Шарль-Анри (6.04.1720—26.07.1794). Жена (4.06.1741): Мари-Анн-Жюли Ле-Тоннелье де Бретёй (1716—1793), дочь Франсуа-Виктора Ле-Тоннелье де Бретёя, маркиза де Фонтене-Трезиньи, и Анжелики Шарпантье д'Эннери
- Жан-Луи-Энар (30.08.1724—26.02.1801), называемый аббатом де Клермон-Тоннер. Аббат-коммендатарий Люксёя (1743), лиценциат теологии, генеральный викарий в диоцезе Дижона, аббат Сен-Пьер де Мелёна (3.06.1771)
- Жозеф-Франсуа (12.01.1727—30.04.1809), называемый маркизом де Клермон-Тоннер, лагерный маршал (1762). Жена: Мари-Анн де Лантилак (ум. 1776)
- Мадлен-Луиза-Жанна (19.03.1722—27.07.1769). Муж (1743): граф Франсуа-Луи-Антуан де Бурбон-Бюссе (1722—1793)

2-я жена: Маргерит-Полин Прондр (ок. 1696—29.07.1756), дочь Полена Прондра, председателя Счетной палаты, и Маргерит Пти де Раванн, вдова Бартелеми де Руа, маркиза де Ларошфуко